# Canton d'Avion
Le canton d'Avion est une circonscription électorale française située dans le département du Pas-de-Calais et la région Hauts-de-France.

## Géographie
Ce canton est organisé autour d'Avion dans l'arrondissement de Lens. Son altitude varie de 27 m (Avion) à 77 m (Avion) pour une altitude moyenne de 53 m.

## Histoire
Le canton a été créé en 1973 par division du Canton de Vimy. Il comportait quatre communes.
À la suite du décret du 24 décembre 1984 créant le canton de Rouvroy, le canton perd les communes de Drocourt, Rouvroy et une partie de Méricourt.
Par arrêté du préfet de région du 18 octobre 2006, ce canton a été rattaché à l'arrondissement de Lens et non plus celui d'Arras à compter du 1er janvier 2007.
À la suite du redécoupage cantonal de 2014, les limites territoriales du canton sont remaniées en le fusionnant avec l'ancien canton de Rouvroy (qui comprenait déjà la seconde fraction à l'est de la commune de Méricourt).
Le nombre de communes du canton passe de 2 à 4, le nouveau canton devenant effectif à la suite des élections départementales de mars 2015 en conservant le nom de son ancien chef-lieu (qui cependant n'est plus qu'un bureau centralisateur et n'a plus de rôle administratif autre que pour les seules élections départementales des représentants au nouveau conseil départemental, succédant aux élections cantonales des représentants à l'ancien conseil général).

## Représentation

### Représentation avant 2015
| Période | Période | Identité          | Étiquette | Qualité |
| ------- | ------- | ----------------- | --------- | --- |
| 1973    | 1998    | Léandre Létoquart | PCF       | Ouvrier électricien puis permanent politique Maire d'Avion (1956-1985) Ancien conseiller général du canton de Vimy Député (1956-1958) Sénateur (1973-1978) |
| 1998    | 2011    | Jacques Robitail  | PCF       | Employé (peintre en bâtiment) Maire d'Avion (1990-2009) |
| 2011    | 2015    | Jean-Marc Tellier | PCF       | Cadre Maire d'Avion depuis 2009 |

### Représentation à partir de 2015
| Période élective | Période élective | Mandat | Mandat   | Identité                  | Nuance | Nuance | Qualité |
| ---------------- | ---------------- | ------ | -------- | ------------------------- | ------ | ------ | --- |
| 2015             | 2021             | 2015   | 2021     | Audrey Dautriche          |        | PCF    | Secrétaire administrative Maire-adjointe de Sallaumines |
| 2015             | 2021             | 2015   | 2021     | Jean-Marc Tellier         |        | PCF    | Technicien Maire d'Avion Septième Vice-président du Conseil départemental : Revenu de Solidarité Active, insertion, Fonds de Solidarité Logement, programme départemental de l’habitat |
| 2021             | 2028             | 2021   | en cours | Audrey Dautriche-Desmarai |        | PCF    | Conseillère sortante |
| 2021             | 2028             | 2021   | en cours | Jean-Marc Tellier         |        | PCF    | Conseiller sortant Président du groupe Communiste et Républicain au conseil départemental 6ème Vice-Président du conseil départemental Député depuis juin 2022                         |

### Résultats détaillés

#### Élections de mars 2015
À l'issue du 1er tour des élections départementales de 2015, deux binômes sont en ballottage : Audrey Dautriche et Jean-Marc Tellier (FG, 39,42 %) et Anne Coolzaet et Laurent Dassonville (FN, 38,63 %). Le taux de participation est de 49,4 % (14 233 votants sur 28 811 inscrits) contre 51,81 % au niveau départemental et 50,17 % au niveau national.
Au second tour, Audrey Dautriche et Jean-Marc Tellier (FG) sont élus avec 57,38 % des suffrages exprimés et un taux de participation de 49,91 % (7 833 voix pour 14 380 votants et 28 812 inscrits).

#### Élections de juin 2021
Le premier tour des élections départementales de 2021 est marqué par un très faible taux de participation (33,26 % au niveau national). Dans le canton d'Avion, ce taux de participation est de 33,26 % (9 296 votants sur 27 949 inscrits) contre 35,19 % au niveau départemental. À l'issue de ce premier tour, deux binômes sont en ballottage : Audrey Dautriche-Desmarai et Jean-Marc Tellier (PCF, 60,74 %) et Laurent Dassonville et Nathalie Pijanowski (RN, 29,39 %).
Le second tour des élections est marqué une nouvelle fois par une abstention massive équivalente au premier tour. Les taux de participation sont de 34,36 % au niveau national, 34,96 % dans le département et 33,39 % dans le canton d'Avion. Audrey Dautriche-Desmarai et Jean-Marc Tellier (PCF) sont élus avec 69,22 % des suffrages exprimés (6 215 voix pour 9 334 votants et 27 951 inscrits),,. 

## Composition

### Composition de 1973 à 1984
Le canton regroupait les quatre communes suivantes :
- Avion
- Drocourt
- Méricourt
- Rouvroy

### Composition de 1985 à 2015

L'ancien canton d'Avion dans l'arrondissement de Lens (jusqu'en mars 2015).

Le canton d'Avion regroupait la commune d'Avion et une fraction de Méricourt.

### Composition depuis 2015
Le nouveau canton d'Avion comprend 4 communes entières.
| Nom                           | Code Insee | Intercommunalité  | Superficie (km2) | Population (dernière pop. légale) | Densité (hab./km2) | Modifier                                    |
| ----------------------------- | ---------- | ----------------- | ---------------- | --------------------------------- | ------------------ | ------------------------------------------- |
| Avion (bureau centralisateur) | 62065      | CA de Lens-Liévin | 13,04            | 17 571 (2022)                     | 1 347              | modifier les données · modifier les données |
| Acheville                     | 62003      | CA de Lens-Liévin | 3,04             | 579 (2022)                        | 190                | modifier les données · modifier les données |
| Méricourt                     | 62570      | CA de Lens-Liévin | 7,53             | 11 651 (2022)                     | 1 547              | modifier les données · modifier les données |
| Sallaumines                   | 62771      | CA de Lens-Liévin | 3,82             | 9 633 (2022)                      | 2 522              | modifier les données · modifier les données |
| Canton d'Avion                | 6208       |                   | 27,43            | 39 434 (2022)                     | 1 438              | modifier les données                        |

## Démographie

### Démographie avant 2015
| 1975 | 1982 | 1990   | 1999   | 2006   | 2011   | 2012   |
| ---- | ---- | ------ | ------ | ------ | ------ | ------ |
| -    | -    | 23 360 | 22 574 | 22 200 | 21 995 | 22 095 |

### Démographie depuis 2015
En 2022, le canton comptait 39 434 habitants, en évolution de −1,48 % par rapport à 2016 (Pas-de-Calais : −0,72 %, France hors Mayotte : +2,11 %).
| 2013   | 2018   | 2022   |
| ------ | ------ | ------ |
| 39 722 | 39 198 | 39 434 |